# Tom George Longstaff
Tom George Longstaff (Londra, 1875 – 1964) è stato un alpinista britannico.
Nel 1903 si recò nel Caucaso per poi visitare, nel 1905, l'Himalaya. Giunto nel 1910 in Alaska e nel 1921 alle Spitsbergen, nel 1928 esplorò la Groenlandia.
Intraprese l'ultimo grande viaggio nel 1951 in Libano.